# Turda
Turda (německy Thorenburg, maďarsky Torda) je rumunské město v župě Kluž v Sedmihradsku, nacházející se při řece Arieș. Ve městě žije přibližně 43 tisíc obyvatel. Původně se jednalo o dácké sídlo známé jako Patavissa, nebo častěji Potaissa. Po dobytí Dácie zde Římané založili vojenský tábor, nedaleko něhož vyrostlo městské osídlení povýšené později na kolonii. Ve středověku se na tomto místě usadili Sasové. V roce 1568 se v Turdě konal sněm uherské šlechty, během něhož byl vydán edikt zaručující náboženskou svobodu.

## Osobnosti
- Dan Anca – rumunský fotbalista a reprezentant[2]